# Edward William Barton-Wright
Edward William Barton-Wright (Bangalore, 8 novembre 1860 – 26 aprile 1951) è stato un imprenditore e artista marziale britannico, specializzatosi sia nell'addestramento in tecniche di autodifesa che nella fisioterapia e creatore del bartitsu.
È ricordato oggi come uno dei primi europei ad insegnare le arti marziali giapponesi e come un pioniere del concetto di arti marziali miste.

## Biografia

### Origini e formazione
Era nato come Edward William Wright l'8 novembre 1860 a Bangalore, in India, terzo dei sei figli di William Barton Wright, un ingegnere ferroviario, e di sua moglie Janet. Dopo essere ritornato in Inghilterra con la sua famiglia durante gli anni 1880, Barton-Wright fu educato in Francia e Germania.
Dopo l'ammissione all'università, lavorò come impiegato delle ferrovie prima di intraprendere la carriera di ingegnere civile e topografo. Come ingegnere civile, lavorò per compagnie ferroviarie e minerarie in varie località, incluso il Portogallo e gli Stabilimenti dello Stretto (odierni Malaysia e Singapore). E.W. Barton-Wright fu tra uno dei i primi europei noti ad aver studiato le arti marziali giapponesi, e fu certamente il primo ad averle insegnate in Europa, nell'Impero britannico o nelle Americhe.
Nell'aprile 1892 assunse legalmente il nome di Edward William Barton-Wright.

### La creazione del "Bartitsu" ed il "Bartitsu Club"
Mentre lavorava per la E.H. Hunter Company in Giappone (circa 1893-1897), Barton-Wright studiò jujitsu in almeno due stili, incluso lo Shinden Fudo Ryū a Kōbe ed il Kodokan judo a Tokyo.
Al suo ritorno in Inghilterra all'inizio del 1898, Barton-Wright combinò queste arti marziali per creare il proprio stile di addestramento all'autodifesa, che (combinando il proprio cognome con la parola jujitsu) chiamò bartitsu. Nel corso dei successivi due anni, aggiunse anche elementi del pugilato britannico, della savate e dello stile canne de combat francesi) del maestro svizzero Pierre Vigny.
Nel 1899, Barton-Wright scrisse un articolo intitolato "Come fingersi un uomo forte" (How to Pose as a Strong Man), che illustrava in dettaglio i principi meccanici e di leva utilizzati per eseguire vari esercizi di forza. Produsse anche un saggio in due parti intitolato The New Art of Self Defence ("La nuova arte dell'autodifesa") che fu pubblicato sia nell'edizione inglese che in quella americana del Pearson's Magazine.. Un estratto fu ristampato nel giornale Boston Times.
Nel 1900, Barton-Wright fondò la Scuola del Bartitsu di Armi e Cultura Fisica (Bartitsu School of Arms and Physical Culture) - noto anche come "Bartitsu Club" - al 67b di Shaftesbury Avenue, nel quartiere di Soho a Londra. La scuola offriva lezioni in una serie di discipline di autodifesa e sport da combattimento nonché vari tipi di fisioterapia basati sull'applicazione elettrica di calore, luce, vibrazione e radiazione. Durante gli anni seguenti, Barton-Wright organizzò numerose esibizioni di tecniche di autodifesa e promosse inoltre competizioni di tornei in luoghi pubblici in tutta Londra.
Nel 1901, Barton-Wright pubblicò articoli aggiuntivi che illustravano in dettaglio il metodo del bartitsu di combattere con un bastone da passeggio o un ombrello.

### La fine del "Club" e l'attività di fisioterapista
Verso il 1903, il Bartitsu Club aveva chiuso. Successivamente, Barton-Wright abbandonò quasi completamente l'insegnamento dell'autodifesa a favore dei suoi interessi per la fisioterapia, sebbene si dicesse che avesse continuato a sviluppare e ad insegnare il bartitsu privatamente negli anni 1920. Barton-Wright fondò una serie di cliniche in varie località in tutta Londra, e continuò a lavorare come fisioterapista per il resto della sua carriera.
Relativamente poco si sa della vita di Barton-Wright durante il periodo 1930-1950. Durante i primi tre decenni del XX secolo, la sua attività terapeutica, specializzata nell'uso di vari apparecchi elettrici per trattare il dolore della gotta e dei reumatismi, fu assoggettata alle procedure di bancarotta in parecchie occasioni. Non fu incluso nel testamento di suo padre, sebbene avesse eseguito una parte delle sue volontà per conto di uno dei suoi fratelli, che era nominato come beneficiario, nel 1915. Dal 1938 in poi, la clinica medica di Barton-Wright fu nella sua abitazione al n. 50 di Surbiton Road, a Surbiton, che egli divideva con una donna di nome Rosalie Helen Hibbett.
Nel 1950, Barton-Wright fu intervistato da Gunji Koizumi, fondatore del club di judo Budokwai di Londra, e fu presentato al pubblico ad un raduno dello stesso Budokwai più tardi in quell'anno. Barton-Wright morì nel 1951, all'età di novant'anni ed in condizioni d'indigenza, tanto che fu sepolto in una tomba priva di contrassegni nel Cimitero di Kingston, nel Surrey (Inghilterra).

### Gli ultimi anni e la morte
E.W. Barton-Wright trascorse il resto della sua vita lavorando come fisioterapista, specializzandosi in innovative (e talora controverse) forme di terapia basate su calore, luce e radiazione. Continuò ad usare il nome "bartitsu" con riferimento alle sue varie attività terapeutiche. Nel 1950, Barton-Wright fu intervistato da Gunji Koizumi per un articolo pubblicato nel bollettino informativo del Budokwai, ed in seguito in quell'anno fu presentato al pubblico in una riunione dello stesso Budokwai a Londra.
Morì nel 1951, all'età di 90 anni, e fu sepolto in quella che il defunto storico delle arti marziali Richard Bowen descrisse come "la tomba di un povero".

## Opere letterarie
- E. W. Barton-Wright, The New Art of Self-defence: How a Man May Defend Himself against Every Form of Attack, in Pearson's Magazine, vol. 7, marzo 1899,  pp. 268-275.
- E. W. Barton-Wright, The New Art of Self-defence, in Pearson's Magazine, vol. 7, aprile 1899,  pp. 402-410.
- E. W. Barton-Wright, Self-defence with a Walking Stick, in Pearson's Magazine, vol. 11, febbraio 1901,  pp. 130-139.

## Riconoscimenti
Nel 2004, i membri della Bartitsu Society iniziarono un progetto di raccolta fondi allo scopo di creare un monumento funebre per E.W. Barton-Wright, in onore della sua opera pionieristica nelle arti marziali.